# Sylwia Zagórska
Sylwia Zagórska (ur. 2 maja 1989) – polska tenisistka, brązowa medalistka Uniwersjady z 2013 roku w grze podwójnej kobiet w parze z Barbarą Sobaszkiewicz.
W przeciągu swojej kariery wygrała jeden singlowy i dziewięć deblowych turniejów rangi ITF. Jej najwyższą pozycją w rankingu WTA jest 460. miejsce w singlu (17 czerwca 2013) oraz 400. miejsce w deblu (7 lipca 2008).

## Wygrane turnieje ITF
| turnieje z pulą nagród 100 000 $ |
| turnieje z pulą nagród 75 000 $  |
| turnieje z pulą nagród 50 000 $  |
| turnieje z pulą nagród 25 000 $  |
| turnieje z pulą nagród 15 000 $  |
| turnieje z pulą nagród 10 000 $  |

### Gra pojedyncza
|    | Data       | Turniej | Naw.    | Przeciwniczka | Wynik       |
| 1. | 12/11/2007 | Majorka | Ceglana | Diana Buzean  | 6:1, 7:6(2) |

## Gra podwójna
|    | Data       | Turniej        | Naw.    | Partnerka           | Przeciwniczki                              | Wynik          |
| 1. | 10/09/2007 | Lleida         | Ceglana | Mădălina Gojnea     | Catarina Ferreira Sheila Solsona Carcasona | 7:6(8), 6:1    |
| 2. | 08/10/2011 | Espinho        | Ceglana | Romana Tabak        | Ljudmiła Nikojan Inna Sokołowa             | 3:6, 6:1, 10–4 |
| 3. | 05/11/2007 | Majorka        | Ceglana | Marina Mielnikowa   | Julja Gluszko Charlene Vanneste            | 6:4, 6:4       |
| 4. | 29/09/2008 | Sandanski      | Ceglana | Laura Ioana Andreia | Elena Bogdan Aliona Sotnikowa              | 6:3, 6:1       |
| 5. | 14/06/2010 | Lenzerheide    | Ceglana | Olga Brózda         | Martina Caciotti Nicole Clerico            | 4:6, 6:1, 10–5 |
| 6. | 18/04/2011 | Antalya        | Twarda  | Laura Ioana Andrei  | Marta Sirotkina Maria Żarkowa              | 6:1, 7:6(0)    |
| 7. | 12/09/2011 | Porto Rafti    | Twarda  | Natalia Siedliska   | Weronika Domagała Natalia Kołat            | 6:4, 6:0       |
| 8. | 21/05/2012 | Izmir          | Twarda  | Natalia Siedliska   | Nadia Abdala Jana Sizikowa                 | 6:4, 6:3       |
| 9. | 18/03/2013 | Szarm el-Szejk | Twarda  | Kim Grajdek         | Beatriz Morales Hernandez Andjela Novcić   | 6:2, 6:1       |